# 重怪龍屬
重怪龍屬（學名：Peloroplites）是種結節龍科恐龍，化石發現於美國猶他州艾麥里縣，年代屬於白堊紀早期。重怪龍的身長約5到5.5公尺，與同時代的蜥結龍相當，是已知最大型的結節龍科恐龍之一。

## 敘述
重怪龍的正模標本（編號CEUM 26331）是一個部分顱骨，發現於猶他州的雪松山組的Mussentuchit段，年代屬於阿普第階與阿爾比階，約1億1600萬到1億900萬年前。相同地點還發現許多骨骼化石，被標記為副模標本。模式種是雪松山重怪龍（P. cedrimontanus），是由肯尼思·卡彭特（Kenneth Carpenter）等人在2008年命名。屬名意為「異常重的」；種名則是以雪松山脈為名。
重怪龍的顱骨長度為56公分，寬度為35.5公分。頭頂略呈圓頂狀。重怪龍的前上頜骨沒有牙齒；目前只有發現一顆上頜骨牙齒，形狀類似孔牙龍（另一種相同時代的結節龍科）的牙齒。目前只有發現下頜的後段。
除了後肢以外，已發現身體的各部分化石。重怪龍具有6節癒合的薦椎，與林木龍相同。腸骨的形狀異於其他結結龍科，但這可能是化石化過程遭到外力變形的結果。重怪龍的尺骨長而筆直，與大部分結節龍科不同。距骨與脛骨之間沒有癒合。

## 古生物學與古生態學
重怪龍的化石發現於泥岩層，該地點還出土烏龜、翼龍類、腕龍科、甲龍科的雪松甲龍、以及禽龍類…等化石。重怪龍、雪松甲龍、蜥結龍都生存於白堊紀早期的北美洲，皆是已知最大型的結節龍科恐龍。蜥結龍的化石主要發現於懷俄明州與蒙大拿州的Cloverly組；某些發現於雪松山組的蜥結龍，可能屬於重怪龍。
甲龍類恐龍是群四足草食性恐龍，以低矮的植被為食。科學家們根據重怪龍的大型牙齒、結實頜部，推測牠們以較堅硬的植物為食。

## 外部連結
- 重怪龍的頭顱骨 （页面存档备份，存于）